# Djakaridja Koné
Djakaridja Koné (Abidjan, 22 de julho de 1986)  é um futebolista burquinense que atua como meia. Atualmente, joga pelo Evian Thonon Gaillard.

## Seleção
Ele fez a sua estreia pela Seleção Burquinense de Futebol, contra o Cabo Verde, em 2011. representou o elenco da Seleção Burquinense de Futebol no Campeonato Africano das Nações de 2017.

## Títulos
Burkina Faso
- Campeonato Africano das Nações: 2013 - 2º Lugar.